# Distolasterias stichantha
Distolasterias stichantha is een zeester uit de familie Asteriidae.
De wetenschappelijke naam van de soort werd in 1889 gepubliceerd door Percy Sladen.